# Designer game
De term designer game duidt een type bordspel aan dat voldoet aan een aantal typische kenmerken: betrekkelijk eenvoudige spelregels, diepgaande strategische achtergrond, hoge herspeelbaarheidsfactor en een aantrekkingskracht die uitgaat naar zowel "professionele" als gelegenheidsspelers. Designer games hebben een grote, maar niet exclusieve, aanhang van volwassen spelers en bieden een alternatief voor de klassieke bordspelen.
Naast de term designer game worden soms ook German-style board game (of kortweg German game) of Euro game gebruikt. Vele designer games zijn namelijk van de hand van Duitse spelontwerpers.

## Bordspellen
- Alhambra
- Cacao
- Carcassonne
- Caylus
- El Grande
- Eufraat & Tigris
- Kolonisten van Catan
- Puerto Rico
- Goa
- Maharadja
- Nautilus
- Ra
- St Petersburg
- Ticket to Ride
- Tikal

## Spelontwerpers
- Alan R. Moon
- Andreas Seyfarth
- Bruno Faidutti
- Dirk Henn
- Klaus-Jürgen Wrede
- Klaus Teuber
- Martin Wallace
- Phil Walker-Harding
- Reiner Knizia
- Rüdiger Dorn
- Uwe Rosenberg
- Wolfgang Kramer
- Stefan Dorra